# Mi sueño (álbum)
Mi sueño es el primer álbum de estudio de la artista española, Merche. Fue lanzado por Vale Music el 16 de abril de 2002.
En el año 2001 logra saltar a la fama con No me pidas más amor y edita en 2002, con el nombre de Merche, su primer disco en España, Mi sueño, del que también se extraen Como pude, Le deseo y Mi sueño. De este disco, como de toda su discografía, es la autora de la música y la letra de todas las canciones. El disco llegó a alcanzar el puesto número 12 en la lista de ventas española, lista en la cual se mantuvo durante muchas semanas, llegando a vender más de 120.000 copias (Disco de Platino).

## Lista de canciones
- 01 - Mi sueño - 4:16
- 02 - Cómo pude - 4:25
- 03 - No me pidas más amor - 3:30
- 04 - Le deseo - 4:05
- 05 - El barman - 3:20
- 06 - Ven a mí, niño - 3:50
- 07 - Se acabó - 3:17
- 08 - Qué estoy haciendo - 3:37
- 09 - Loca por ti - 3:50
- 10 - San Valentín - 4:35

## Listas

### Semanales
| País/Continente | Ranking         | Primera semana | Posición de ingreso | Mejor posición | Semanas en la mejor posición | Semanas en el ranking | Última semana |
| --------------- | --------------- | -------------- | ------------------- | -------------- | ---------------------------- | --------------------- | ------------- |
| Europa          |                 |                |                     |                |                              |                       |               |
| España          | Top 100 álbumes | 2002           | 10                  | 10             | 1                            | 44                    | 27/01/2008    |

### Copias y certificaciones
| País   | Proveedor  | Año  | Certificación | Copias certificadas |
| Europa |            |      |               |                     |
| España | Promusicae | 2008 | Platino       | +100.000            |